# Веље Поље (Тутин)
Веље Поље је насеље у Србији у општини Тутин у Рашком округу. Према попису из 2022. било је 873 становника.

## Демографија
У насељу Веље Поље живи 151 пунолетни становник, а просечна старост становништва износи 27,6 година (27,1 код мушкараца и 28,1 код жена). У насељу има 59 домаћинстава, а просечан број чланова по домаћинству је 4,25.
Ово насеље је великим делом насељено Бошњацима (према попису из 2002. године), а у последња три пописа, примећен је пораст у броју становника.
|  |

| Демографија | Демографија | Демографија |
| Година      | Становника  | Становника  |
| ----------- | ----------- | ----------- |
| 1948.       | 225         |             |
| 1953.       | 247         |             |
| 1961.       | 189         |             |
| 1971.       | 134         |             |
| 1981.       | 164         |             |
| 1991.       | 216         | 216         |
| 2002.       | 251         | 282         |

| Етнички састав према попису из 2002.‍ | Етнички састав према попису из 2002.‍ | Етнички састав према попису из 2002.‍ | Етнички састав према попису из 2002.‍ | Етнички састав према попису из 2002.‍ |
| ------------------------------------ | ------------------------------------ | ------------------------------------ | ------------------------------------ | ------------------------------------ |
|                                      |                                      |                                      |                                      |                                      |
| Бошњаци                              | Бошњаци                              |                                      | 245                                  | 97,60%                               |
| Срби                                 | Срби                                 |                                      | 5                                    | 1,99%                                |
| Муслимани                            | Муслимани                            |                                      | 1                                    | 0,39%                                |
| непознато                            | непознато                            |                                      | 0                                    | 0,0%                                 |

| Година пописа     | 1948. | 1953. | 1961. | 1971. | 1981. | 1991. | 2002. |
| ----------------- | ----- | ----- | ----- | ----- | ----- | ----- | ----- |
| Број домаћинстава | 26    | 30    | 27    | 22    | 25    | 37    | 59    |

| Број чланова      | 1 | 2  | 3 | 4  | 5  | 6 | 7 | 8 | 9 | 10 и више | Просек |
| ----------------- | - | -- | - | -- | -- | - | - | - | - | --------- | ------ |
| Број домаћинстава | 2 | 11 | 8 | 10 | 15 | 8 | 2 | 2 | 0 | 1         | 4,25   |

| Пол    | Укупно | Неожењен/Неудата | Ожењен/Удата | Удовац/Удовица | Разведен/Разведена | Непознато |
| ------ | ------ | ---------------- | ------------ | -------------- | ------------------ | --------- |
| Мушки  | 84     | 29               | 53           | 1              | 1                  | 0         |
| Женски | 88     | 22               | 54           | 12             | 0                  | 0         |
| УКУПНО | 172    | 51               | 107          | 13             | 1                  | 0         |

| Пол    | Укупно                    | Пољопривреда, лов и шумарство | Рибарство                            | Вађење руде и камена | Прерађивачка индустрија       |
| ------ | ------------------------- | ----------------------------- | ------------------------------------ | -------------------- | ----------------------------- |
| Мушки  | 43                        | 17                            | 0                                    | 0                    | 11                            |
| Женски | 9                         | 7                             | 0                                    | 0                    | 0                             |
| УКУПНО | 52                        | 24                            | 0                                    | 0                    | 11                            |
| Пол    | Производња и снабдевање   | Грађевинарство                | Трговина                             | Хотели и ресторани   | Саобраћај, складиштење и везе |
| Мушки  | 2                         | 2                             | 3                                    | 0                    | 4                             |
| Женски | 0                         | 0                             | 0                                    | 0                    | 0                             |
| УКУПНО | 2                         | 2                             | 3                                    | 0                    | 4                             |
| Пол    | Финансијско посредовање   | Некретнине                    | Државна управа и одбрана             | Образовање           | Здравствени и социјални рад   |
| Мушки  | 0                         | 0                             | 1                                    | 0                    | 0                             |
| Женски | 0                         | 0                             | 1                                    | 0                    | 0                             |
| УКУПНО | 0                         | 0                             | 2                                    | 0                    | 0                             |
| Пол    | Остале услужне активности | Приватна домаћинства          | Екстериторијалне организације и тела | Непознато            | Непознато                     |
| Мушки  | 3                         | 0                             | 0                                    | 0                    | 0                             |
| Женски | 1                         | 0                             | 0                                    | 0                    | 0                             |
| УКУПНО | 4                         | 0                             | 0                                    | 0                    | 0                             |